# Мурленд (Оклахома)
Мурленд (англ. Mooreland) — місто (англ. town) в США, в окрузі Вудворд штату Оклахома. Населення — 1178 осіб (2020).

## Географія
Мурленд розташований за координатами 36°26′17″ пн. ш. 99°12′16″ зх. д. / 36.43806° пн. ш. 99.20444° зх. д. (36.438088, -99.204419).  За даними Бюро перепису населення США в 2010 році місто мало площу 2,15 км², уся площа — суходіл.

## Демографія
Згідно з переписом 2010 року, у місті мешкало 1190 осіб у 490 домогосподарствах у складі 314 родин. Густота населення становила 554 особи/км².  Було 562 помешкання (262/км²).
Расовий склад населення:
| - 93,4 % — білих - 1,3 % — корінних американців - 0,1 % — чорних або афроамериканців - 3,3 % — осіб інших рас |

До двох чи більше рас належало 1,8 %. Частка іспаномовних становила 6,6 % від усіх жителів.
За віковим діапазоном населення розподілялося таким чином: 27,8 % — особи молодші 18 років, 56,0 % — особи у віці 18—64 років, 16,2 % — особи у віці 65 років та старші. Медіана віку мешканця становила 34,5 року. На 100 осіб жіночої статі у місті припадало 93,8 чоловіків;  на 100 жінок у віці від 18 років та старших — 97,0 чоловіків також старших 18 років.
Середній дохід на одне домашнє господарство  становив 57 853 долари США (медіана — 52 917), а середній дохід на одну сім'ю — 62 828 доларів (медіана — 59 375). За межею бідності перебувало 14,0 % осіб, у тому числі 16,3 % дітей у віці до 18 років та 30,8 % осіб у віці 65 років та старших.
Цивільне працевлаштоване населення становило 608 осіб. Основні галузі зайнятості: сільське господарство, лісництво, риболовля — 19,7 %, освіта, охорона здоров'я та соціальна допомога — 19,6 %, роздрібна торгівля — 12,3 %, виробництво — 11,3 %.